# Biruta
Biruta (Birutė) – imię żeńskie pochodzenia litewskiego. Wywodzi się od słowa birti oznaczającego: „rozpraszać”, „wylewać”.
Imię należało w Polsce do rzadko nadawanych i takim pozostaje. W styczniu 2024 r. w rejestrze PESEL, wśród publicznie dostępnych danych dotyczących osób żyjących, wykazano 160 kobiet o imieniu Biruta nadanym jako imię pierwsze oraz 64 kobiety noszące imię Biruta jako imię drugie. Dla porównania, najczęściej nadane jako pierwsze, imię Anna nosi 1 072 616 osób. Nieco do popularyzacji imienia przyczynił się Józef Ignacy Kraszewski. 
Biruta imieniny obchodzi 5 lutego i 24 listopada.

## Kobiety o imieniu Biruta
- Biruta, żona księcia Kiejstuta i matka księcia Witolda[2][7];
- Biruta Lewaszkiewicz-Petrykowska, prawniczka polska, była sędzia Trybunału Konstytucyjnego.

Przezwisko „Biruta” nosiła Anna Stogowska – ukochana Marcina Borowicza, bohatera Syzyfowych prac Stefana Żeromskiego.
Pseudonim „Biruta” nosiła również Amelia Derewińska (1863–1891) – polska i białoruska etnografka.